# Hermon Phillips
Hermon Phillips (Hermon Edgar Phillips; * 2. August 1903 in Rushville, Indiana; † 16. Februar 1986 in Fort Wayne) war ein US-amerikanischer Sprinter, der sich auf den 400-Meter-Lauf spezialisiert hatte.
1928 qualifizierte er sich als Dritter der US-Meisterschaften für die Olympischen Spiele in Amsterdam, bei denen er Sechster wurde.
1927 wurde er US-Meister über 440 Yards. Über dieselbe Distanz wurde er für die Butler University startend von 1925 bis 1927 dreimal in Folge NCAA-Meister. Seine persönliche Bestzeit über 440 Yards von 47,4 s (entspricht 47,1 s über 400 m) stellte er am 5. Mai 1928 in Madison auf.